# 彼得·J·布朗
彼得·J·布朗（英語：Peter J. Brown）是一位美军军官，美国海岸警卫队少将，曾在唐納·川普政府中任美国总统国土安全和反恐助理，现为波多黎各灾后重建特别代表